# أيزو 2-639
أيزو 639-2 هو الجزء الثاني من معيار أيزو 639 الذي يتضمن قائمة رموز لتمثيل أسماء اللغات. ثلاثة قوانين تعطي رسالة لكل لغة في هذا الجزء من المعيار يشار إليهم بانهم «الفا - 3» المدونات. هناك 464 لغة للرموز في القائمة.
مكتبة الكونغرس الأمريكي هي سلطة التسجيل للايزو 639-2 (يشار إلى 639-2/ra ايزو). التسجيل السلطة، وتحصل استعراضات لوك التغييرات المقترحة؛ كما أنهم التمثيل ايزو 639 - أرمينيا اللجنة الاستشاريه المشتركة المسؤولة عن الحفاظ على الايزو 639 مدونة الجداول.
وقد بدأ العمل على 639-2 معيار ايزو 1989، ويرجع ذلك إلى حقيقة أن معيار ايزو 639-1، الذي يعطي دولتين رسالة مدونات لغات، لن تكون قادرة على استيعاب عدد كاف من اللغات. ايزو 639-2 المعيار الأول صدر في 1998.
وفي حين ان معظم اللغات تقدم بها مدونة واحدة موحدة، واثنين وعشرين من اللغات وقد وصف اثنان ثلاثة حروف الرموز «الببليوغرافيه» مدونة (ايزو 639-2 (ب)، وهو مشتق من الاسم الإنكليزي للغة وكان ضروريا تركه الميزه، و«المصطلحات» مدونة (ايزو 639-2 (ر)، وهو مأخوذ من اسم لمواطني اللغة. كل هذه اثنان وعشرون اللغات مدرجة أيضا في معيار ايزو 639-1.
بالإضافة إلى ذلك، هناك مدونات للحالات الخاصة:
البعثات المذكورة بانها «غير مشفر اللغات»
مول (لغات متعددة) يطبق عندما يستخدم عدة لغات وانه ليس من العملي ان تحدد كل لغة مناسبة المدونات
الفترة من القاع إلى qtz محفوظ والا تستخدم على مستوى Und (دون تحديد) ويستخدم في الحالات التي اللغة أو اللغات التي يجب أن يشار إلا أن اللغة لا يمكن تحديدها.
Zxx مدرجة في قائمة حسب القانون «لا المضمون اللغوي» (المضافه 2006-01-11)